# Chojnowo (województwo warmińsko-mazurskie)
Chojnowo – wieś w Polsce, położona w województwie warmińsko-mazurskim, w powiecie elbląskim, w gminie Tolkmicko, na obszarze Parku Krajobrazowego Wysoczyzny Elbląskiej.
| SIMC    | Nazwa         | Rodzaj     |
| ------- | ------------- | ---------- |
| 0159002 | Przylesie     | przysiółek |
| 0158994 | Święty Kamień | część wsi  |

W latach 1975–1998 wieś administracyjnie należała do województwa elbląskiego.